# ماركوس لو
ماركوس لو (بالإنجليزية: Marcus Law)‏ (28 سبتمبر 1975 بكوفنتري في المملكة المتحدة - ) هو مدرب كرة قدم ولاعب كرة قدم بريطاني في مركز حراسة المرمى. لعب مع نادي بريستول روفيرز ويوفل تاون وستافورد رينجرز وSacramento Knights ‏.

## وصلات خارجية
- ماركوس لو على موقع قاعدة بيانات كرة القدم.إي يو (الإنجليزية)
- ماركوس لو على موقع Soccerbase.com (لاعب) (الإنجليزية)
- ماركوس لو على موقع Soccerbase.com (مدرب) (الإنجليزية)